# Tenzor
Tenzor je v matematice objekt, který je zobecněním pojmu vektor. Zatímco složky vektoru je možné označit jedním indexem, tenzor může mít více indexů, např. {\displaystyle T_{kl\cdots n}}.
Jako tenzor T se označuje soubor reálných a nebo komplexních čísel {\displaystyle T_{{i_{1}}{i_{2}}\cdots {i_{n}}}} (počet indexů je n), které se nazývají složky (komponenty) tenzoru a které se při transformaci souřadnic {\displaystyle x_{i}^{\prime }=\sum _{j}a_{ij}x_{j}} transformují následujícím způsobem:
{\displaystyle T_{{i_{1}}{i_{2}}\cdots {i_{n}}}^{\prime }=\sum _{{k_{1}}{k_{2}}\cdots {k_{n}}}a_{{i_{1}}{k_{1}}}a_{{i_{2}}{k_{2}}}\cdots a_{{i_{n}}{k_{n}}}T_{{k_{1}}{k_{2}}\cdots {k_{n}}}}
Tato transformace tenzorů je multilineární zobrazení, tedy zobrazení, které je lineární v každé složce. Podobně jako vektor je tenzor, jakožto samostatný objekt vůči reprezentaci v dané soustavě souřadnic invariantní. Jeho složky (tedy konkrétní reprezentace) však, stejně jako u vektoru, závisí na volbě souřadnic.
Pokud n je počet indexů tenzoru T, nazýváme T tenzorem n-tého řádu. Rozlišujeme pak dále indexy kovariantní (dolní) a kontravariantní (horní). Má-li tenzor n kovariantních a m kontravariantních složek, jeho index je n+m a jedná se o tenzor typu (n,m). Metrický tenzor {\displaystyle g_{\mu \nu }} má dvě kovariantní složky, jeho index je tak 2 a typ (0,2). Důvodem pro rozlišování kovariantních a kontravariantních složek je jejich vzájemná odlišnost v transformačních pravidlech. 
Část matematiky, která při své práci používá tenzory, se označuje jako tenzorový počet. Tenzory se uplatňují nejen v matematice, ale i ve fyzice.
Máme-li např. dva vektory {\displaystyle \mathbf {A} ,\mathbf {B} }, můžeme z nich vytvořit tenzor druhého řádu, jehož složky budou určeny vztahem {\displaystyle T_{ij}=A_{i}B_{j}}. Tenzorový charakter je možné ověřit na základě transformačních pravidel pro vektory, tzn.
{\displaystyle T_{kl}^{\prime }=A_{k}^{\prime }B_{l}^{\prime }=\left(\sum _{i}a_{ki}A_{i}\right)\left(\sum _{j}a_{lj}B_{j}\right)=\sum _{i,j}a_{ki}a_{lj}A_{i}B_{j}=\sum _{i,j}a_{ki}a_{lj}T_{ij}}
Speciálními případy tenzorů jsou tenzory nultého řádu, které se označují jako skaláry, a tenzory prvního řádu, tedy vektory.
Ve fyzice se tenzory druhého řádu obvykle reprezentují jako matice, ale ne všechny matice jsou fyzikálně smysluplnými tenzory.

## Definice
Mějme vektorový prostor {\displaystyle \mathbf {V} } nad tělesem {\displaystyle \mathbb {T} } a k němu jeho duální prostor {\displaystyle \mathbf {V^{*}} }. Tenzor {\displaystyle T} typu (n,m) je zobrazení
{\displaystyle T_{m}^{n}:\mathbf {V^{*}} \times \cdots \times \mathbf {V^{*}} \times \mathbf {V} \times \cdots \times \mathbf {V} \to \mathbb {T} }
({\displaystyle \mathbf {V} } m-krát {\displaystyle \mathbf {V^{*}} } n-krát), které je lineární v každém ze svých n+m argumentů. 
Je nutné dodat, že pořadí vektorového prostoru po jeho duálu je častější v anglické literatuře a naopak méně časté v české.